# White Wedding (lied)
"White Wedding" is een nummer van de Britse artiest Billy Idol. Het nummer verscheen op zijn debuutalbum Billy Idol uit 1982. Op 23 oktober van dat jaar werd het nummer uitgebracht als de tweede en laatste single van het album.

## Achtergrond
"White Wedding" is geschreven door Idol en geproduceerd door Keith Forsey. Het kende oorspronkelijk weinig succes, maar is uitgegroeid tot een van de grootste hits van Idol. In de Verenigde Staten werd de Billboard Hot 100 niet gehaald totdat het in 1983 opnieuw werd uitgebracht; het kwam tot plaats 36 in de lijst. In het Verenigd Koninkrijk bereikte het pas de hitlijsten bij een nieuwe heruitgave in 1985 en kwam het tot de zesde plaats. Daarentegen werd het een nummer 1-hit in Canada en kwam het in Australië en Nieuw-Zeeland tot respectievelijk de negende en vijfde plaats in de hitlijsten. In Nederland en België werden geen hitlijsten behaald.
In de videoclip van "White Wedding" is Idol te zien op een gothic bruiloft. De bruid wordt gespeeld door Perri Lister, destijds Idols vriendin. In een scène wordt in Listers knokkel met een ring van prikkeldraad; zij stond erop dat deze echt afgesneden zou worden zodat het realistischer zou lijken. Deze scène werd door MTV verwijderd. Ook leek het erop alsof de bruiloftsgasten het bruidspaar de nazigroet gaven. Regisseur David Mallet realiseerde zich niet dat de bewegingen hierop leken totdat de clip in zijn geheel was gefilmd.

## NPO Radio 2 Top 2000
| Nummer met noteringen in de NPO Radio 2 Top 2000 | '16  | '17  |
| ------------------------------------------------ | ---- | ---- |
| White Wedding                                    | 1747 | 1736 |

1. ↑  Een vetgedrukt getal geeft de hoogste notering aan.
2. ↑  2016 was het eerste jaar met een notering voor dit nummer.
3. ↑  Deze tabel is bijgewerkt tot en met de laatste editie (2024).